# ОШ „Никола Мачкић” Доња Превија
Основна школа „Никола Мачкић”  је основна школа у Доњој Превији, општина Рибник. Налази се на адреси Доња Превија бб. Име је добила по Николи Мачкићу српском гимназијском професору и библиотекару Српског просвејтног и културног друштва „Просвјета“. Један је од оснивача библиотеке „Филип Вишњић“, уз Јоакима Перендију, Михајла Богдановића и Војисалва Кецмановића. Рођен је општини Кључ 1905. године. Заједно са ђацима стрељан је 21. октобра 1941. године испод Шумарица код Крагујевца.

## Историјат
Школско подручје Доње Превије обухвата села: Горња Превија, Горње Заблеће, Доња Превија, Доње Заблеће, Доње Ратково, Доњи Рибник, Драгорај, Растока, Станичка и Трескавац. Писани трагови о развоју школства на овом простору доста су оскудни. Према казивању мјештана, прва школа у Доњој Превији основана је 1926. године. Послије Другог свјетског рата изграђена је зграда са учионицама и два стана за учитеље, али ју је земљотрес 1969. порушио. Привремено је изграђена монтажна школска зграда, која је служила до 2007, када је Доња Превија добила нову школску зграду, са спортском салом. Прије Одбрамбено-отаџбинског рата 1992-1995. четворогодишња школа у Доњој Превији била је у саставу школе у Горњем Рибнику и имала је око 130 ученика. Послије оснивања општине Рибник, 1996. године, на њеном подручју организован је рад трију основних школа. Једна од њих је деветогодишња школа "Никола Мачкић" у Доњој Превији. Она покрива само дио бившег школског подручја централне основне школе из Кључа (сада подручје ФБиХ), која је носила назив "Никола Мачкић". Новооснована школа у Доњој Превији задржала је ранији назив, а од оснивања је самостална. Школске 1996/1997. похађало ју је 230, а 2007/2008. - 285 ученика. Школске 2015/2016. године имала је 192 ученика, 26 наставника и два вјероучитеља православне вјеронауке . У њеном саставу радиле су петогодишње подручне школе у селима Горња Превија и Растока (основане педесетих година ХХ вијека, угашене 2017). У ђачкој библиотеци било је око 4.000, а у наставничкој око 200 књига . Од 2008. излази школски лист "Бреза".